# 산디 로브리치
산디 로브리치(슬로베니아어: Sandi Lovrić, 1998년 3월 28일 ~ )는 세리에 A의 우디네세와 슬로베니아 국가대표팀에서 미드필더로 뛰고 있는 슬로베니아의 프로 축구 선수이다. 모든 청소년 수준의 오스트리아에서 활약한 후, 그는 성인 수준의 슬로베니아 대표로 결정했다.

## 구단 경력
로브리치는 2012년 SV 래피트 리엔츠에서 스투름 그라츠에 입단했다. 그는 2014년 8월 17일 1-1로 비긴 아우스트리아 빈과의 홈경기에서 마르코 스탄코비치와 교체 투입되어 리그 데뷔 전을 치렀다. 2018년 5월 9일, 그는 결승전에서 레드불 잘츠부르크를 1-0으로 이기고 스투름과 함께 오스트리아 컵을 우승했다.
2019년 7월 3일, 스위스의 루가노는 스투름 그라츠와 계약을 연장하지 않기로 결정하고 3년 계약을 체결했다.
2022년 3월 28일 세리에 A의 우디네세와 5년 계약을 체결했다.

## 국가대표팀 경력
오스트리아, 크로아티아, 보스니아 헤르체고비나, 슬로베니아 국가대표팀으로 출전할 수 있는 로브리치는 16세 이하부터 21세 이하까지의 모든 청소년 대표팀에 오스트리아 국가대표로 출전하여 2013년과 2019년 사이에 50경기 이상 출전했다. 그는 크로아티아 축구 연맹의 그 누구도 접근한 적이 없다고 말했다.
2020년 9월, 그는 마티아시 케크 감독의 도움을 받아 슬로베니아 국가대표팀으로 선임되었다. 그는 2020년 10월 7일 산마리노와의 친선 경기에서 슬로베니아 국가대표팀으로 데뷔해 59분을 뛰다가 베냐민 베르비치와 교체되었다.
2020년 10월 14일, 로브리치는 몰도바와의 UEFA 네이션스리그 4-0 승리에서 첫 골을 기록했다. 2021년 3월 24일, 그는 2번째 골을 넣었는데, 이 골은 조국 크로아티아와의 FIFA 월드컵 예선 전에서 1-0으로 이긴 유일한 골이었다. 역전 우승은 슬로베니아의 크로아티아와의 역사상 첫 번째 승리였다.

## 사생활
로브리치의 부모님은 크로아티아계이다. 그의 아버지는 슬라본스키브로드 출신이고 어머니는 모드리차 출신의 보스니아계 크로아티아인이다. 그들은 이주 노동자로 슬로베니아의 피란으로 이주했고, 나중에 로브리치가 태어난 오스트리아로 이주했다. 독일어와 함께 로브리치는 크로아티아어와 이탈리아어도 유창하게 구사한다.
어린 시절, 로브리치는 종종 슬로베니아에서 여름 휴가를 보냈고, 슬로베니아 국가대표팀을 대표하는 주요 이유로 그 나라와의 연관성을 언급했다.
로브리치는 루카 모드리치를 자신의 축구 우상으로 지목했다.